# امید شیرازی
امید شیرازی یا مستر شیرازی (زادهٔ ۱۹۷۱ در ایران)، موسیقیدان ایرانی مقیم آلمان است که در حیطه موسیقی الکترونیک فعالیت می‌کند. او ۲۶ سال پیش از ایران به آلمان مهاجرت کرد که این مهاجرت، نقطه عطفی در زندگی هنری او محسوب می‌شود. امید شیرازی ساز جدیدی تحت عنوان «فریک» ابداع کرده است که با آن هم جنبهٔ صوتی و آوایی آهنگ‌هایش را کنترل می‌کند و هم در حین اجراهای زنده، نور و تصویر صحنه را اداره می‌کند. او در یک گروه موسیقی تحت عنوان «مستر شیرازی و ارکستر تبعیدی‌ها» عضویت دارد که تا کنون دو آلبوم از آنها منتشر شده است.

## گروه موسیقی مستر شیرازی و ارکستر تبعیدی‌ها
امید شیرازی در گروهی به نام «مستر شیرازی و ارکستر تبعیدی‌ها» (به انگلیسی: MR. SHIRAZY & THE EXILE ORCHESTRA) عضویت دارد. نوازندگانی از کشورهای مختلف دنیا از جمله مکزیک و پرو در این گروه عضویت دارند. این گروه کنسرتی در شهر کلن آلمان برای رونمایی از آلبوم جدید خود برگزار کرد که مخاطبان آلمانی و ایرانی داشت. به گفتهٔ امید شیرازی، اعضای این گروه هر کدام به خاطر وضعیت نامساعد موجود در کشورهای وطن خود به آلمان آمده‌اند. «یکی به خاطر اینکه در کشورش جنگ مواد مخدر بوده» و دیگری «به خاطر اینکه در کشورش جنگ قومی بوده». نام این گروه نیز به همین خاطر «مستر شیرازی و ارکستر تبعیدی‌ها» گذاشته شده است. دیگر اعضای گروه عبارتند از:
- آرمین مستعد — زاده ۱۹۷۴ در تهران که سابقهٔ عضویت در گروه آریان را هم دارد. او نوازده گیتار بیس گروه است.
- گلاره قیدارزاده — زاده ۱۹۸۱ در ایران که مسئول بخش تصویری گروه در اجراهای زنده است.
- ریچارد گورا مدینا — زادهٔ ۱۹۸۲ در پرو که یکی از خواننده‌های گروه است.
- جسو آلاوس — زادهٔ ۱۹۷۸ در مکزیک که نوازندهٔ گیتار و همینطور یکی از خواننده‌های گروه است.
- مارکوس گیسلر — زاده ۱۹۸۴ در آلمان که نوازنده آکوردئون است.

به گفتهٔ دیچه‌وبه، «این گروه تنها یک گروه موسیقی نیست، آن‌ها در اجراهای خود همراه اجرای موسیقی از هنرمندان تصویری، عکاس و دیگر هنرمندان هنرهای بصری نیز استفاده می‌کنند.»

## ساز فریک
امید شیرازی سازی شبیه به گیتار به نام «فریک» ساخته است که با این ساز، هم جنبه‌های آوایی آهنگ‌ها و هم نور و تصویر صحنه را کنترل می‌کند.

## ترانه‌شناسی
- بازگشت به تکامل (Back to Evolution)
- اقیانوس (OCEAN)